# ブルースン・スミス
ブルースン・スミス(Karen Brucene Smith-Galvan, 旧姓:Smith、1951年6月21日 - )は、アメリカ合衆国のモデル。1974年、ミス・インターナショナル優勝。

## 経歴

### 生い立ち
1951年6月21日、テキサス州カルフーン郡ポートラバカに生まれる。
父はDavid Bruce Smith。母はBelle Dunlap-Smith。出生名Karen Brucene Smithは父Bruceにちなむ。祖母Adela Dunlapと4人の姉妹（Cynthia, Darlene, Carrie, Suzanne）、1人の兄弟Robert Bruceと共に育つ。
1968年、ポートラバカのCalhoun High School在学中に、学校のホームカミングデーのミスコンBreaker Beauty Revueで優勝。1969年卒業。
テキサス州ビクトリアのVictoria Collegeを経てテキサス大学オースティン校3年次編入。初等教育専攻。1971年、テキサス州ゴリアド郡ゴリアドで開催されたミスコンLa Bahia Downs Beauty Contestで優勝。

### 国際ページェント
バージニア州ハンプトンで開催されたミス・ワールドUSAで優勝。アメリカを代表してミス・ワールドに出場する権利を得る。この勝利を受け、カルフーン郡は公式の歓迎式典を執り行い、10月24日をBrucene Dayと定めると宣言。
Miss World 1971では総合第6位に入賞。優勝はブラジル代表のルキア・ペテルレ。ミス・ワールドの後、15日の日程でボブ・ホープの海外ツアーに同行。ブラジル代表は学業を続けたいと言ったため、ボブは彼女の同行を望んだ。ミス・ワールドの後、オースティンに戻り、The Brown Schools Rehabilitati（8-12学年の特別支援学校)で精神障害を持つ10代のカウンセラーとして働く。
1974年、ミス・インターナショナル1974に出場しないかとページェントディレクターから電話を受ける。Miss U.S. International優勝。10月9日、東京で開催されたMiss International 1974で優勝。賞金200万円を受け取る。

### その後
1975年1月、ニューヨークのWilhelmina Modeling Agencyと契約。ただし小さな町で育った彼女にとってニューヨークの生活はストレスが多すぎ、1か月でそこを去る。
1975年2月、Breaker Beauty Revueのゲスト審査員。
1976年、モデル活動の一環として東京に6か月滞在。帰国後、ダラスに移り、Kim Dawson Modeling Agencyと契約。約3年間活動する。
1980年、David Galvanと結婚、サンアントニオに移る。